# Weymouth
Weymouth je pobřežní město v anglickém hrabství Dorset, ležící u Lamanšského průlivu, poblíž chráněné zátoky, do které ústí řeka Wey. Jedná se o turistické letovisko, kde turismus tvoří velkou část příjmů místních obyvatel.
V rámci Letních olympijských her 2012 zde probíhaly závody v jachtingu.